# Földesi József (orvos)
Földesi József, Feldmann (Diósgyőr, 1903. március 21. – Miskolc, 1975. április 26.) sebészorvos, kórházigazgató, Miskolc díszpolgára.

## Élete

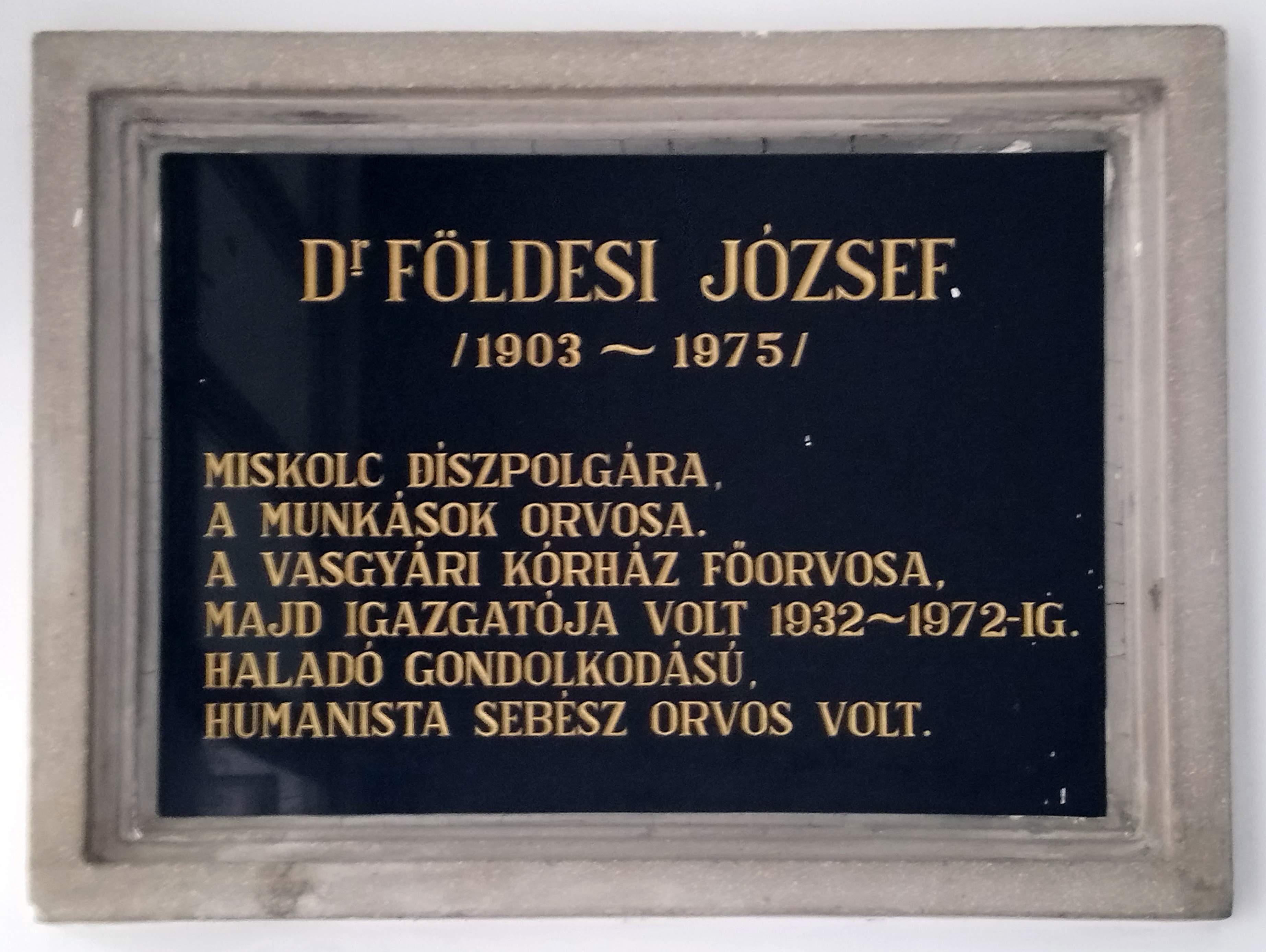
Földesi József emléktáblája a Vasgyári Kórházban

Földesi József Feldmann József néven született Diósgyőrben, apja  Feldmann István bányász volt, anyja Mihálcsik Ida. Elemibe Diósgyőrben járt, majd középfokú tanulmányait a miskolci Fráter György, a későbbi Földes Ferenc Gimnáziumban végezte. Innen azonban 1919-ben eltanácsolták, így az érettségi vizsgát Budapesten tette le. Ezután a Pázmány Péter Tudományegyetem Orvostudományi karán tanult tovább, ahol 1930-ban szerezte meg a diplomáját. Először a budapesti István Kórházban helyezkedett el segédorvosként. 1938-ban Budapesten feleségül vette Kovács Lenkét.
1937-ben tért vissza Miskolcra, a Társpénztár körorvosa lett Diósgyőr-Vasgyárban. Ettől fogva nyugdíjba vonulásáig mindvégig a Vasgyári Kórház volt a munkahelye. 1941. január 1-jétől kinevezték a sebészet osztályvezető főorvosának. A második világháború alatt az üldözötteket, a katonaszökevényeket bújtatta, és felvette őket a sebészet állományába. Miskolc bombázása idején a kórház is súlyos károkat szenvedett, sok halottjuk is volt, a sérülteket pedig megállás nélkül, éjjel-nappal operálta. Földesi József a vasgyári kolóniában lakott feleségével, nem messze a kórháztól, a súlyos bombatalálatot kapott mai Gábor Áron „Művészeti Iskola” Szakközépiskola) közvetlen közelében, de a háza nem sérült meg. A háborús károk miatt a kórházat – a károk rendbehozatala idejére – a perecesi iskolában helyezték el, a Vasgyárban csak az ambuláns kezelés maradt. A nyilas hatalomátvétel idején le akarták tartóztatni, de őt és feleségét a barátai bújtatták.
A háború után, 1945-től – a sebészeten betöltött funkciója mellett – a Vasgyári Kórház igazgatója lett, amely feladatát egészen nyugdíjba vonulásáig, 1972-ig ellátta. Hívták Budapestre, katedrát is kínáltak neki, de ő maradt a Vasgyárban. Gyermekük nem lévén, feleségével egy örökbe fogadott kislányt neveltek szeretettel.
Földesi József tevékenységét, gyógyító munkáját számos kitüntetéssel ismerték el: 1954-ben és 1959-ben megkapta a Szocialista Munkáért érdemérmet, 1957-ben Érdemes orvos kitüntetésben részesült, 1972-ben a Munka Érdemrend arany fokozatának tulajdonosa lett. 1973-ban Miskolc város díszpolgárává választotta. 1975-ben hunyt el áttétes tüdőrákban; a Vasgyári temetőben nyugszik.